# ホアヴァン県
ホアヴァン県（ホアヴァンけん、ベトナム語：Huyện Hòa Vang / 縣和榮）は、ベトナム社会主義共和国のダナン市に存在する行政区。

## 行政区画
ホアヴァン県は以下の行政単位に区分される。
- ホアバク社（Hoà Bắc / 和北）
- ホアチャウ社（Hoà Châu / 和洲）
- ホアクオン社（Hoà Khương / 和康）
- ホアリエン社（Hòa Liên / 和蓮）
- ホアニョン社（Hoà Nhơn / 和仁）
- ホアニン社（Hoà Ninh / 和寧）
- ホアフォン社（Hoà Phong / 和豊）
- ホアフー社（Hoà Phú / 和富）
- ホアフオック社（Hoà Phước / 和福）
- ホアソン社（Hoà Sơn / 和山）
- ホアティエン社（Hoà Tiến / 和進）